# Luciîți, Sokal
Luciîți (în ucraineană Лучиці) este localitatea de reședință a comunei Luciîți din raionul Sokal, regiunea Liov, Ucraina. Satul este situat în nordul regiunii istorice Galiția.

## Demografie
Componența lingvistică a localității Luciîți
     Ucraineană (100%)
Conform recensământului din 2001, toată populația localității Luciîți era vorbitoare de ucraineană (100%).